# Herved af Trolle
Herved Ulf Olof Herluf af Trolle, född den 20 april 1905 i Nacka församling, Stockholms län, död den 7 februari 1966, var en svensk jurist.
Efter juris kandidatexamen och tingstjänstgöring blev han fiskal och senare (1939) assessor i Svea hovrätt. Han var ledamot av Lagberedningen och dess sekreterare 1941–1950 och utnämndes till hovrättsråd 1946. Från 1951 fram till sin bortgång 1966 var han justitieråd.
Herved af Trolle var ledamot av lagrådet 1960–1962, vice ordförande i Statens heraldiska nämnd 1959–1966 och ledamot av Riddarhusdirektionen 1944–1956. Han var huvudredaktör och ansvarig utgivare av Nytt juridiskt arkiv från 1964 och medutgivare sedan 1957.

## Utmärkelser
- Riddare av Nordstjärneorden, 1947.[1]
- Kommendör av första klassen av Nordstjärneorden, 18 november 1954.[2]
- Kommendör med stora korset av Nordstjärneorden, 23 november 1961.[3]